# Erepsia pillansii
Erepsia pillansii är en isörtsväxtart som först beskrevs av Kensit, och fick sitt nu gällande namn av S. Liede. Erepsia pillansii ingår i släktet Erepsia och familjen isörtsväxter. Inga underarter finns listade i Catalogue of Life.

## Bildgalleri

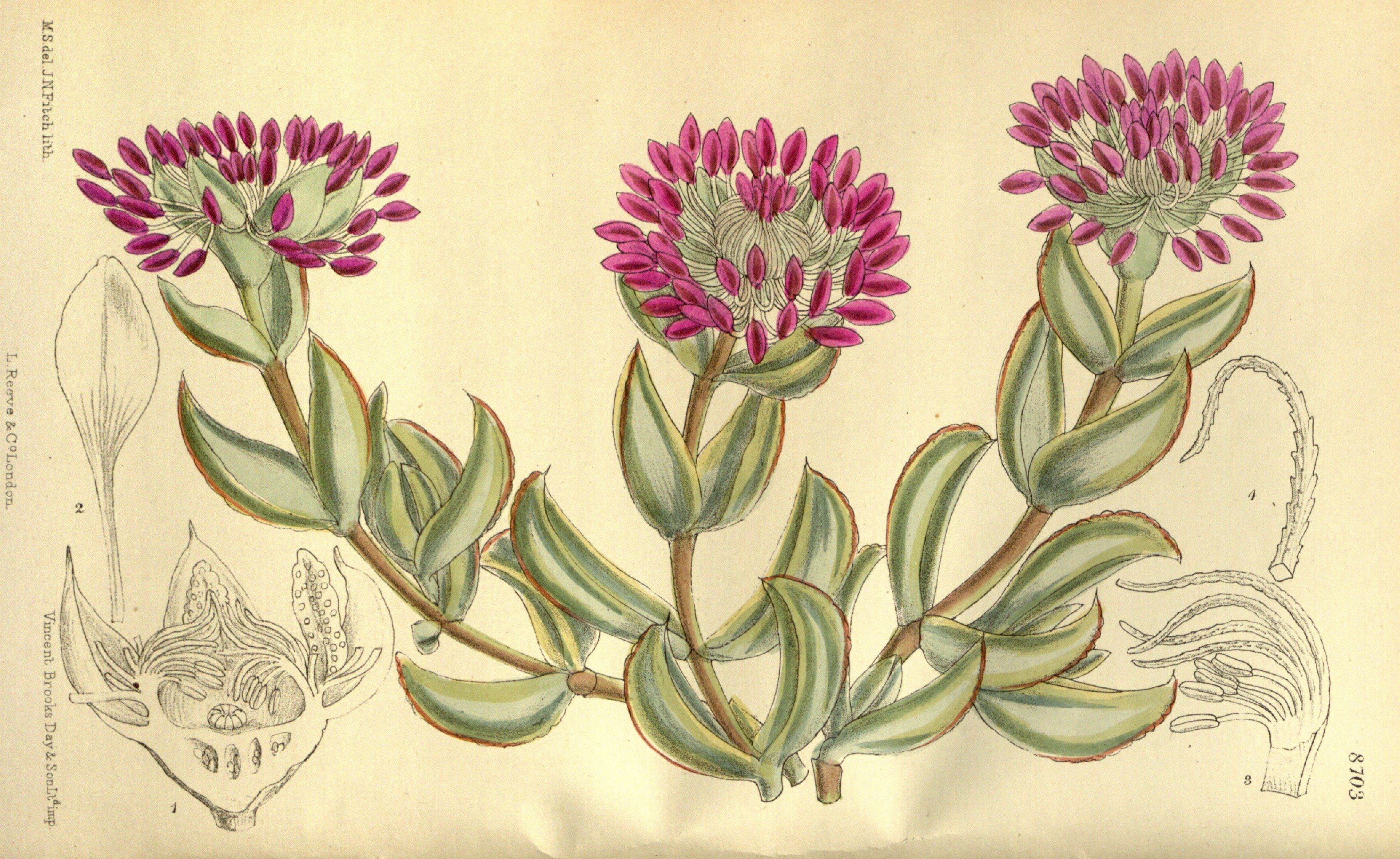